# دریانوردی اشکانیان
شواهد نشان می‌دهد دریانوردی اشکانیان با مقاصد نظامی و تجاری پس از دوره هخامنشی وجود داشته و اشکانیان افزون بر راه‌های زمینی، تلاش می‌کردند تا در راه‌های دریایی نیز به فعالیت تجاری بپردازند.
شواهد و مدارکی در دست است که نشان می‌دهد در زمان اشکانیان بازرگانان ایرانی در کنار دیگر بازرگانان ساکن در قلمرو اشکانیان همچون یهودیان، یونانیان، عرب‌ها، سکاها و دیگر اقوام و اهالی، تا بنادر جنوبی هند و کرانه‌های جنوبی عربستان در سرزمین یمن کشتیرانی می‌کرده‌اند و به داد و ستد کالا با بازرگانان هندی، مصری، رومی، حبشی و چینی می‌پرداختند. از حضور بازرگانان اشکانی در بندر تجاری اسکندریهٔ مصر آگاهی کامل وجود دارد. مهمترین کالاهای وارداتی و صادراتی از این مراکز، مروارید، پوشاک، شراب، انبوه زیادی از خرما و زر بوده‌است. برای نمونه کالاهای یمن که بیشتر عطریات و مواد خوشبو بوده‌است پس از گذشت هفتاد روز به «ئیلانا» (نیلانا)، در نزدیکی غزه می‌رسیده‌است، یا مثلاً از ناحیهٔ «گرها» تا «خاتراموتیتی» (حضر الموت) چهل روز راه بوده‌است. اشکانیان در این عرصه نیز رقیبی سرسخت برای روم محسوب می‌شدند.
در دورهٔ اشکانی، بازرگانی دریایی در خلیج فارس بیشتر زیر نفوذ تجار ایرانی و عرب قرار داشت، اما بازرگانان سکایی نیز گروهی دیگر بودند که پس از تسلط بر نواحی باختری هند در تجارت دریایی میان بنادر هند و قلمرو اشکانیان فعالیت بسیاری داشته‌اند. اشکانیان همچنین به کمک پالمیری‌ها نیز مناسبات بازرگانی با هند برقرار کرده بوده‌اند.

## ویژگی و اهمیت خاص رودهای دجله و فرات
کالاهایی که از دیگر سرزمین‌ها به وسیلهٔ کشتی‌های تجاری تا انتهای دریای پارس آورده می‌شدند، از طریق رودهای دجله و فرات به شهرهای میان رودان انتقال می‌یافتند، زیرا رودهای دجله و فرات تا فاصله ای در خشکی نیز قابل کشتیرانی بودند. پلوتارک تاریخ‌نگار یونان باستان، به روشنی از وجود کشتی‌هایی که در عصر اشکانی روی این رودخانه‌ها دررفت و آمد بوده‌اند، خبر داده‌است. حتی لشکرکشی تراژان به آدیابن با کشتی و به واسطهٔ رود فرات انجام گرفته‌است.

### کاسیان
چون چوب برای ساختن کشتی در میان رودان نایاب بود، از سرزمین‌های طوایف به نام کاسیان، چوب به میان رودان آورده می‌شده‌است. همچنین متن پهلوی کتاب درخت آسوریک که اصل آن مربوط به دورهٔ اشکانی است به ساخت کشتی و همچنین «فَرَسپ» (دکل کشتی) از چوبِ نخل اشاره دارد.

## رقابت ویژه در مناطق هم جوار امپراتوری روم
حضور اشکانیان و بازرگانان ایرانی در مسیرهای تجارب دریایی و بنادر تجاری، آنجاهایی که در رقابت با امپراتوری روم بوده‌است پررنگ تر نیز می‌بوده. برای نمونه سفیر چینی، کان یینگ که در سال ۹۸ میلادی تا نواحی باختری قلمرو اشکانیان سفر کرده بود، به بازرگانی دریایی اشکانیان با سرزمین‌های در نزدیکی و جوار امپراتوری روم اشاره دارد.

## فرمانروایی اشکانی ارمنستان
وارغاشاک (ولاش)، فرمانروای اشکانی ارمنستان در نامه ای به برادر خود اَرشاک (اَرشَک)، پادشاه اشکانی وی را «پادشاه خشکی و دریا» لقب می‌دهد.

## مسیرهای طولانی به همراه ایستگاه‌های مابین راه
از جمله مسیرهای دریایی جالب و مورد توجه ویژه که حجم زیادی از تجارت دریایی اشکانیان به واسطهٔ این آبراهه صورت می‌گرفت، راهی بوده‌است که از دریای پارس ابتدا به هند و در ادامه حتی به بنادر جنوبی چین می‌رسیده‌است.
از سوی دیگر اگر کشتی‌هایی که از دهانهٔ فرات وارد خلیج فارس می‌شدند اینبار از سمت راست، راه مجاور سواحل بحرین را پیش می‌گرفتند، پس از رسیدن به جزیرهٔ «دیلمون» و سپس «تاروت» و سواحل «هگر» به جزیرهٔ بحرین فعلی می‌رسیده‌اند و از آنجا راه جنوبی خلیج فارس را پیموده و به «مزون» (عمان) می‌رسیدند. تعداد زیادی سکه‌های الیمایی، اشکانی و پارسی در عربستان خاوری پیدا شده‌اند.

## شواهد تاریخی
آگاثارخیدس مورخ یونانی در ۱۶۹ پ.م. از حضور بازرگانانی از پارس و کرمان در مجمع الجزایری موسوم به «جزایر خوشبخت» (سوکوتره) در کرانه‌های سرزمین یمن، در جنوب عربستان خبر می‌دهد.